# إيفراتا (نيويورك)
إيفراتا (بالإنجليزية: Ephratah, New York) هي بلدة أمريكية تقع في الولايات المتحدة في مقاطعة فولتون، نيويورك. يقدر عدد سكانها بـ 1,682 نسمة ومساحتها 102.2 كم2 وترتفع عن سطح البحر 402 متر.

## أعلام
- إل. جاي كالدويل